# Brazoria arenaria
Brazoria arenaria là một loài thực vật có hoa trong họ Hoa môi. Loài này được Lundell mô tả khoa học đầu tiên năm 1945.